# Walther Spring
Walther Victor Spring, född 1848 i Liège, död där 1911, var en belgisk kemist. Han var son till Anton Friedrich Spring.
Spring blev 1876 professor i kemi vid universitetet i Liège. Han är mest känd för sina lyckade försök att genom stark pressning av metallpulver förvandla dem till kompakt metall. Han framställde också på detta sätt legeringar (första avhandlingen 1878). På samma sätt pressade han ihop arsenik eller svavel med metaller till föreningar (1883) och fuktade mineralpulver till sten (1888). 
Spring utförde också försök om kalkspats och zinks lösningshastighet i syror (1887), om kolloidala lösningar (av kopparsulfid 1887) och dennas fällning (1900), om andra fysikalisk-kemiska frågor samt om himlens blåa färg (1902). Hans avhandlingar är till största delen tryckta i Brysselakademiens bulletin, i "Zeitschrift für physikalische Chemie" och "Zeitschrift für anorganische Chemie" samt i Société chimiques i Paris bulletin.